# 한국의 종교
한국의 종교(韓國_宗敎, religion in Korea)는 한반도 또는 한민족의 종교를 가리킨다.
한국의 토착 종교인 무속신앙은 샤머니즘, 토테미즘적 특징을 보이며 오늘날 한국인의 문화, 종교관에도 영향을 남기고 있다. 불교는 삼국시대 신라에 의해 공인된 이후 고려시대까지 보편적인 종교로 믿어져 왔으나 조선시대에 들어 숭유억불로 불리는 유교 중심 체제로 지위에 흔들림을 겪기도 했다. 근현대에 들어서는 서양에서 유입된 기독교의 빠른 전파가 눈에 띄었다. 오늘날 대한민국에서는 인구의 절반이 종교가 없는 강한 세속주의 경향과 함께 기독교와 불교 신자가 상당수를 차지하고 있으며, 한편 조선민주주의인민공화국에서는 종교활동이 대개 억압받고 있다.

## 역사

### 상고시대
고대 부족국가가 형성되기에 앞서 다른 민족과 다름없이 자연물이나 정령이 토착민들에게 숭배되었다.
수목(樹木)은 아이를 낳는 사라수(沙羅樹)가 되고, 곰·범은 사람으로 화하여 한울의 지혜를 전달하여 재앙으로부터 보호하여 주고, 마늘·쑥·창포 등은 생명을 소생시키거나 악마를 쫓는 주력(呪力)을 가진 서초(瑞草)나 주초(呪草)였다. 한편 눈에 보이지 않는 산령(山靈)·수령(水靈) 등의 애니미즘이 있었다. 또 한울의 일월성신이 신령화하기도 했다. 말하자면 자연숭배·정령숭배가 있었다. 전자에는 땅과 한울의 사물이나 천체가 신앙대상이 되나, 그 신앙의 토대에는 생식(生殖：fecundation)관념이 깔려 있다.하늘족에는 환웅과 무리 삼천이란 씨족이 있고 땅에는 곰·범이라는 씨족이 있었다. 천왕으로서의 환웅이 땅의 곰족과 결혼해야 했고, 거기에서 단군이 나고 다시 단군에서 부루(夫婁)가 나오는데 부루는 금색 개구리의 토템을 가진다. 대가 바뀌면 토템도 달라진다.
또 신라의 성족사회(姓族社會)도 토템적 사회로서 주장자(主長者)가 천족(天族) 출생의 천왕랑(天王郞)이 되는데 그 출생은 이생적(異生的)이다. 즉 햇빛을 받아 출생하거나 알에서 탄생하거나 한다. 그 이생적 탄생은 조령(祖靈)이나 천신(天神)의 재생으로 신앙된다. 그리고 천왕랑이 토착민의 여인과 결합하여 토착민이 천족(天族)신앙이고 그 신족들이 사는 곳이 곧 '감터(神士)'이다. 고대사회에서 거행된 영고(迎鼓)·동맹(東盟)·무천(舞天) 등의 제는 한울에 바치는 신족들이 신토에서 올리는 제례였다. 이 제는 천왕랑이 사제자(司祭者)가 되었다. 그러니 제는 신사(神事)이고 신사는 곧 정사(政事)였다. 바로 토템사회에서 신정(神政)이 베풀어진 것이다.

### 삼국시대
신정사회에서 신앙에 외래종교가 전래되었다. 이 종교는 재래신앙의 기초 위에 이룩된 치자(治者)의 공인(公認)에 의해서 도입되고 포교되었다. 고대국가 체제를 갖춘 삼국이 제각기 외래종교를 채용하였다. 이리하여 재래신앙과 외래종교가 공존하였다.
고구려에서는 조상의 명복을 빌기 위해 조묘(祖廟)를 세우거나 일광삼존불(一光三尊佛)을 숭신(崇信)하기도 하고 정토에 살기를 바라고 여래(如來)가 땅에 임하기를 토착민들은 원했다.
백제도 재래의 조령신앙에 불교의 삼존불 신앙과 약사여래(藥師如來)신앙을 가미했다. 이는 과거에 12대원(大願)을 발하여 이 세계 중생의 질병을 치료하고 수명을 연장하며 재화를 소멸시키고, 의복·음식을 만족케 하고, 부처의 행을 닦아 무상보리(無上菩提)의 묘과(妙果)를 증득하게 한다는 부처님인 것이다. 이 신앙에 과거·현재·미래의 3겁(劫)에 각각 천불이 나타난다는 신앙과 아미타신앙이 덧붙여졌다. 이 부처는 많은 나라에서 훌륭한 나라를 선택해서 이상국을 건설하기를 기원하고 48가지 원(願)을 세워 자기와 다른 사람들을 성불(成佛)하게 한다는 것이다.
신라에서는 불교가 이차돈이 순교시에 일으켰다는 기적(奇蹟)에 의해서 왕으로부터 공인되었는데, 이 기적신앙과 함께 미륵하생(彌勒下生)신앙과 전륜성왕(轉輪盛王)신앙이 신라사회에 뿌리를 드리웠다. 미륵하생 신앙은 부처가 멸(滅)한 후 56억 7천만 세하여 미륵보살통치한다는 것이다. 그 통치자는 이상적인 왕자(王者)인 전륜성왕이다. 이 왕은 금은동철(金銀銅鐵)의 4윤보(輪寶)에 따라 금륜왕(金輪王) 혹은 동륜왕, 은륜왕 등으로 불리게 된다. 이 불교신앙에 따라서 신라의 국토가 곧 미륵하생의 나라이고 화랑(花郞)·미시랑(未尸郞)이 도솔천에게 하생한 미륵의 화신(化身)이며, 화랑은 신라 국토의 백성을 설화(說化)하는 미륵의 화신이고, 낭도(郎徒)는 곧 용화향도(龍華香徒)로 신봉되었다.
이외에도 관음신앙과 밀교(密敎)의 다라니(陀羅尼)가 널리 민간에 보급되어 일반상식화되었다. 이런 민가적 불교신앙과 함께 학문적으로 불교는 깊이 연구되었고 일본에 전교되기도 했다. 그러나 한편 전래된 유교는 삼국의 일반민중을 신앙적으로 이끌어 주지 못했다.

### 고려 시대
고려조에 이르러 종교신앙은 유달리 도참설에 기울고 민간신앙적으로 성황신(城隍神)에 빠졌다. 전자의 신앙으로써 국가의 연기(延基)를 꾀하고, 후자에 의해서 민사(民事)를 해결하려고 했다. 성황당은 기자(祈子)·초복(招福)·제액(除厄)하는 곳이 되었다. 그러나 고려조의 국시(國是)는 유교적 정치이념을 바탕으로, 국가대업이란 이상을 불교에 두고 산수지리설에 따른 질서를 지킴으로써 국중대회 의식을 통해서 군신일체의 화락을 누리고자 시책과 기구를 제도화했다. 종교제도를 보면 유교의 과거(科擧)제도와 함께 승과(僧科)를 설치하고 승과에 교종선(敎宗選)과 선종선(禪宗選)을 두었다. 승과에 합격한 자는 승려 자격을 부여하고 법계(法階)를 두었다. 교종에는 대선(大選)부터 승통까지의 계급을 두고 선종에는 대선부터 대선사까지의 법계를 두었다. 승통과 대선사는 왕사(王師)나 국사(國師)가 될 자격이 있었고, 왕사는 국왕의, 그리고 국사는 국가의 고문격으로 삼았다. 한편 고려초의 유교에 대해 성종(成宗)은 국자감(國子監)에 육학(六學), 즉 국자학(國子學)·태학(太學)·사문학(四門學)·율학(律學)·서학(書學)·산학(算學)을 두었다. 또 불교 단체를 국가적으로 관할하고자 정종(靖宗)은 중앙에 승록(僧錄)을 설치하고 도승록(都僧錄)·부승록(副僧錄)·승정(僧正)·승잡(僧雜) 등의 승관(僧官)을 두었다. 이것은 신라 진흥왕(眞興王)이 제정한 것인바 황룡사(皇龍寺)에 승관을 배치했던 것의 계승이라 할 수 있다.
고려조의 전성기에서 불교는 5교 2종으로 통합되었다. 9산이 선종이기에 조계종으로 통합되었기 때문이다. 이런 교단과 별도로 도장(道場)·향도(香徒)의 조직체가 있었고 경행(經行)·사경(寫經)·연등(燃燈)·팔관(八關) 등의 행사가 거행되었다.
그러나 불교통합 정책과 달리 고려말에 천태종이 갈라지는가 하면 다시 총지종(摠持宗) 등 10여 종으로 세분되었다. 또 인종(仁宗)은 중앙에 6학을 두고 각 주현(洲縣)에 향학제(鄕學制)를 실시하는 한편 입학자격을 제한했다. 문종(文宗) 치세(治世)에 9재(九齋) 학당과 하과(夏課)가 있었다. 또 사숙(私熟)의 전래(傳來)로 경학(經學)도 크게 유행하였다.
고려조의 역대 왕들이 불교나 유교만이 아니라 무속(巫俗)에 대해서 감독권을 행사하거나 금압(禁壓)하였다. 조선(朝鮮)에 들어서서 고려 때부터 있던 성숙청(星宿廳)에 국무(國巫)를 두고 도무(都巫)와 종무(從巫)로 나누었다. 그리고 도내(都內)의 동과 서에 병자와 빈자(貧者)를 수용하는 활인서(活人署)를 두고 무격(巫覡)으로 하여금 그들을 치료케 하거나 빈자를 돌보아 주게 했다. 이와같이 국가가 무격으로 하여금 국가기관에 종사케 한 것은 고구려 때부터 있어 오던 일이었다.

### 조선 시대
이조는 고려조에 따라 관상감(觀象監)을 두고 그 밑에 명과학(明課學)의 교수와 훈도를 두어 점복사(占卜事)를 맡게 하였다. 그러나 왕에 따라서는 금무(禁巫)의 영(令)을 내리거나 출무(黜巫)하는 일이 있었다.
조선조는 초기에 종교로는 불교, 정치로는 유교란 태도를 취하였으나 점차 억불(抑佛)정책으로 나섰다. 불교에 대해서 도첩제(度牒制)를 실시하여 통제를 가했다. 조선조 전기에 휴정(休靜)은 유(儒)·불(佛)·도(道) 3교가 전미시각(轉迷示覺)의 일의(一義)에 이르러서는 서로 일치한다는 설을 주장하여 후기불교의 3교합일론(三敎合一論)의 기원을 이룩했다. 또 매월당(每月堂)과 같이 반유반불(半儒半佛)의 생활을 보낸 유학자들이 나왔다.
고구려 때부터 전래되어 왔던 도교는 개성에 대청관(大淸觀)을 두게 되고 한성 천도 후에는 소격전을 두어 서원으로서 도류(道流)를 두어 삼청·성진의 초제(醮祭)를 맡았다. 이외에 민간에는 관왕(關王) 숭배가 전래되었다. 점복(占卜)·비기(秘記) 정감록이 민간에 퍼져서 은둔(隱遁)·말세·역성혁명(易姓革命)·운명 등의 사상이 민간에 깊이 스며들었고 무격이 불교나 도교사상의 일부를 흡수하는 현상이 생겼다. 최근세를 맞이한 조선조는 쇄국정책으로 인한 서구 종교전래문제에 부딪히게 되었다.

#### 천주교
천주교(天主敎)는 18세기 후반부터 들어왔으나 다음 사유로 금교되었다.
- 한번 지은 죄를 소금과 물로 씻음으로써 하느님의 은총을 받는다.
- 예수는 하느님으로 내려왔다가 죽어서 다시 올라가 하느님이 되었으니 만물과 민생의 대부모라고 한다.
- 가톨릭교도는 부모를 육신의 부모라 하여 효행을 무시하고 선조의 혼령을 마귀라 하며 제사를 마귀의 행사라고 배척한다.
- 음양이기(陰陽二氣)가 있으면 반드시 부부가 있다는 것이 변할 수 없는 원리이다. 저들은 바로 남녀가 시집도 장가도 안 가는 것을 정덕(貞德)이라 가탁(假託)하고, 그 이하의 사람들은 남녀 잡거하여 풍기를 문란케 한다. 전자에 의하면 인류가 멸망할 것이요, 후자에 의하면 인륜(人倫)이 흐리게 된다. 아비도 없고 임금도 없는 데서 바로 부부에까지 이르니 또 무엇을 말하리요. 성모(聖母)·신부(神父)·영세(領洗)·견진(堅振)과 같은 여러 가지 명색이 나오면 나올수록 더욱 도깨비 같은 장난이다.

이와 같이 유교사상과 어긋나는 가톨릭교는 나라의 금교령(禁敎令)을 무시하고 비밀리에 잠입한 포교자들에 의해 그 세력을 확대하여 나가다 기해·신유·병오·병인 등의 박해를 받았다. 이런 박해는 단지 조정의 무리한 종교정책에 의해서만이 아니라 가톨릭교의 교도들이 일으킨, 종교적 신앙의 자유를 강구하고자 하는 황사영 백서(黃嗣永帛書) 사건과 같은 조선의 유교사상과 그에 대한 정책에 어긋나는 행동에 의해서 더욱 가해지기도 했다.

#### 동학
내외정세로 말미암아 조정은 1896년 서구 종교에 대한 자유주의적인 태도를 취했다. 이로 인해 가톨릭교만이 아니라 프로테스탄트의 몇 교파 종교가 쉽게 들어왔다. 서학이 들어오는 역경 속에서 민족종교로서 동학이 생겼다. 동학은 서학의 배척에 목적이 있었다. 동학이 발생한 지 2년 만에 각지에 접주(接主：포교사) 제도를 두고 접소(接所)도 설치하고 교단조직을 강화하기까지 발전하였다. 일정 때에 천도교로 되고 이돈화(李敦化)에 의해서 신인철학에까지 사상적으로 전개되었다.

### 일제 강점기
일제의 조선총독부는 불교에 대해서 사찰령과 본말사법(本末寺法)으로, 유림에게는 조선총독부령을 적용시키고, 기독교에 대해서는 총독부의 시책에 의해서 재단법인법을 적용시키고, 한국민족의 고유 종교단체에 대해서는 포교규칙에 의해서 종교 외에 두어 유사종교단체로 임했다. 총독부는 신도(일본의 다신교)·불교·기독교를 종교로 인정하고 유림의 성균관을 경학원(經學院)으로 간주하여 사회교육법을 적용시켜 사회교육기관으로 취급했다. 그리고 문묘(文廟)는 관폐사(官幣社)의 일종이 되고 향교(鄕校)는 지방공공단체 또는 지방교육기관으로 간주했다.
이런 여러 규칙에 따라 모든 종교 단체는 위축되어 쇠미의 일로를 걸었으나 기독교만은 예외였다. 또 총독부는 모든 국민에게 신사참배(神士參拜)를 강요하고 그 참배는 개신교의 몇 인사들에 의해서 거부되었는데 신사참배 문제는 한국에 강요하기에 앞서 일본 기후현(岐阜縣) 오가키시의 미노미션에 속한 한국교회의 목사 가족에 의해 야기되어 당시 그 사회를 놀라게 하였다. 이때 신사참배와 함께 덴노헤이카(天皇陛下)와 예수의 후미에(踏繪) 사건이 터졌던 것이다.

## 현대

### 조선민주주의인민공화국
광복 당시 북한지역의 종교 인구는 천도교도 약 150만명, 불교도 약 37만 5천명, 개신교도 약 20만명, 천주교도 약 5만 7천명으로 200만여명(당시 북한지역 인구의 22.2%)에 달하는 종교인들이 존재했다 그러나 정권의 종교 압살정책으로 북한의 종교인구는 크게 줄어들어, 2001년 북한 정권이 유엔 인권이사회에 제출한 보고서에는 천도교 1만5000명, 불교 1만명, 개신교 1만2000명, 그리고 천주교 800명 등 종교인구가 총 3만7800명이라고 보고하고 있으며, 각 종교의 시설 수는 천도교 교당 800곳, 사찰 60곳, 교회 2곳, 성당 1곳으로 알려졌다. 그러나 북한에서는 관제(官制) 종교활동을 제외하면 종교활동이 전혀 이루어질 수 없으며 종교활동 시 반드시 처벌받고 있다는 것이 탈북자들의 일치된 증언이다. 많은 종교인들이 조선민주주의인민공화국의 정치범수용소에서 인권 탄압을 받고 있다는 국제사회의 지적이 있다.

## 같이 보기
- 한국 불교의 역사
- 한국 선교의 역사
- 한국 유교의 역사
- 한국 기독교의 역사